# Trachelodesmus uncinatus
Trachelodesmus uncinatus är en mångfotingart som beskrevs av Carl Graf Attems 1899. Trachelodesmus uncinatus ingår i släktet Trachelodesmus och familjen Chelodesmidae. Inga underarter finns listade i Catalogue of Life.